# Cenacolo di Candeli

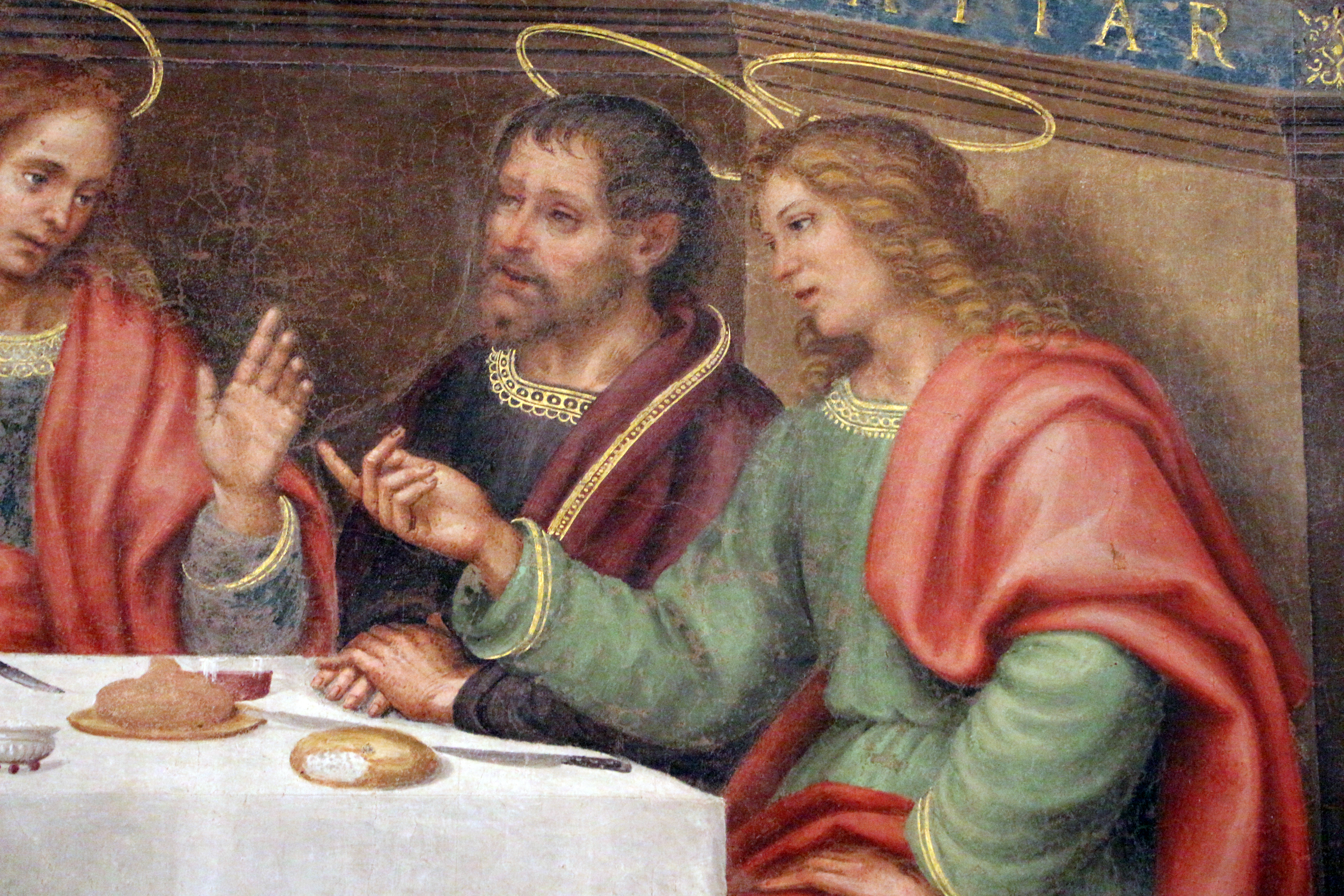
Dettaglio

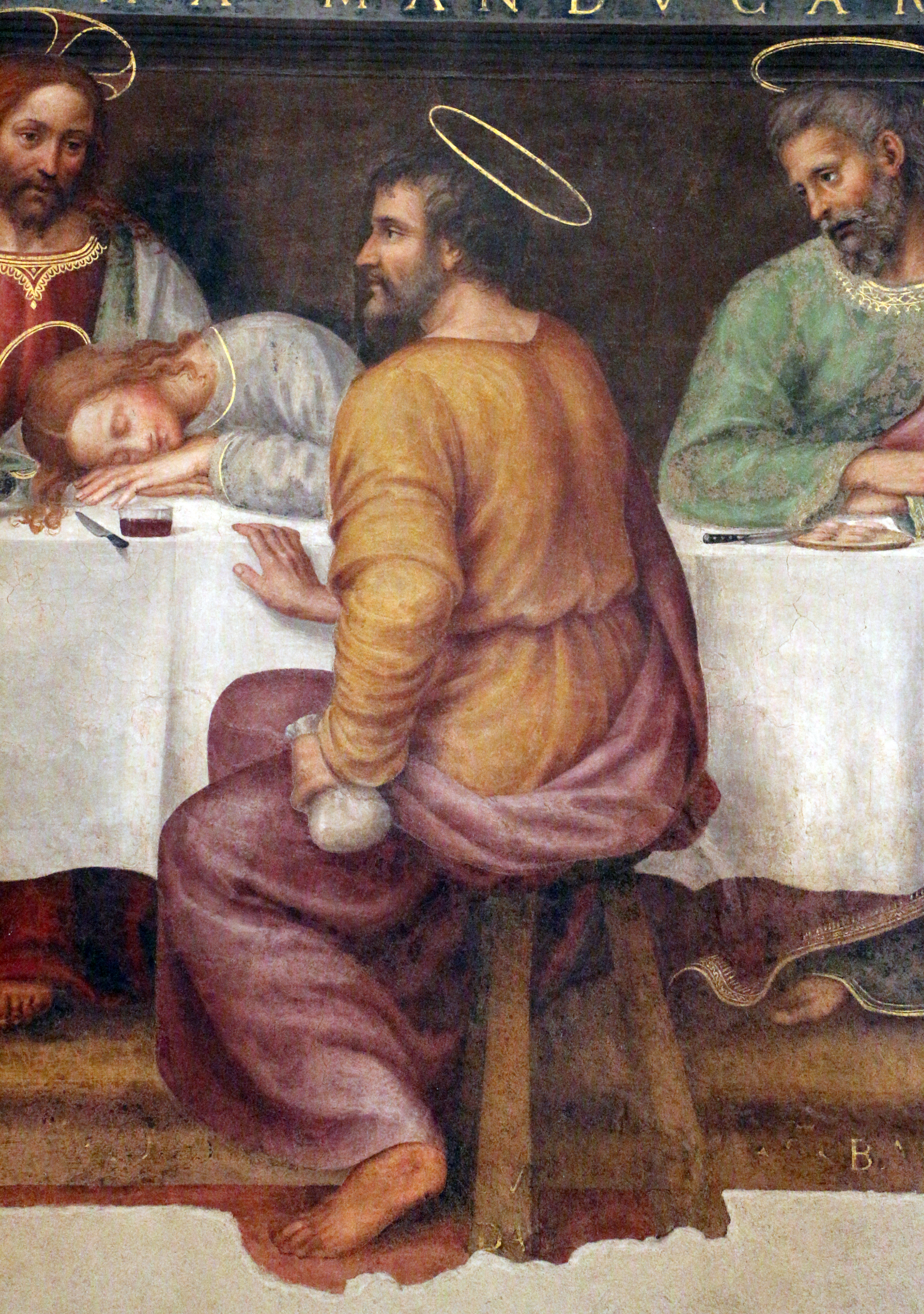
Giuda

Il Cenacolo di Candeli è un affresco (191x265 cm) attribuito a Giovanni Antonio Sogliani, databile al 1510-1514 circa e conservato nel monastero di Candeli a Firenze. Fa parte di un ciclo di affreschi nell'ex-refettorio, oggi facente parte della caserma dei Carabinieri.

## Storia
L'Ultima Cena e gli altri affreschi interni di Candeli non sono ricordati né da Vasari né da altre fonti antiche, probabilmente per il fatto di essere all'interno di un monastero femminile di clausura. Riscoperto nell'Ottocento con le soppressioni, fu attribuito inizialmente a Franciabigio e aiuti da Joseph Archer Crowe, che riferì gli altri affreschi circostanti alla scuola dell'artista, tra cui lo stesso Sogliani. Ciò sembrava avvalorato anche dalla presenza del monogramma "F.a B.O" su una gamba della tavola a destra di Giuda, che però potrebbe essere stato manomesso.
Con l'eccezione di F. Hermanin, che riferì l'affresco a Raffaellino del Garbo (1894), l'attribuzione al Franciabigio restò indiscussa fino al 1965, quando Luisa Vertova pubblicò tre disegni preparatori del Sogliani (Uffizi, nr. 17066, 17067 e 17068; Berenson li aveva creduti copia del Cenacolo del Perugino) e fece presente che la firma sarebbe potuta essere stata alterata a partire da "G.a S.o" (anche M. Baciocchi del Turco, nel 1902, pensava queste lettere rifatte).
La datazione dell'opera oscilla nella prima metà del secondo decennio del Cinquecento, per l'adesione ancora a modelli quattrocenteschi (evidente è la derivazione dal Cenacolo del Perugino nel monastero di Fuligno), e prima dell'affresco del Cenacolo della Calza, di ben maggiore modernità. Nonostante ciò, rispetto al Perugino, maggiore appare l'interazione tra i personaggi soprattutto alle estremità, dimostrando che non dovevano essere del tutto sconosciute le novità del Cenacolo Vinciano.
Lo stato di conservazione dell'affresco è sempre stato mediocre, fin da quando lo vide Gaetano Milanesi nel 1880. Dopo l'alluvione di Firenze del 1966, gli affreschi di Candeli furono tra i primi a venire staccati, asciugati e restaurati: in quell'occasione di procedette a pulire le integrazioni settecentesche e colmare le lacune, recuperandone la leggibilità. Dopo il restauro S. Mc Killop tornava all'attribuzione tradizionale al Franciabigio (1974).

## Descrizione e stile
Su un tavolo a ferro di cavallo si allineano gli apostoli con Gesù al centro e Giuda di fronte a lui, unico sul lato opposto. Del Cenacolo di Fuligno viene ripreso il tono e lo schema compositivo, compresa la forma degli scranni. Semplificate appaiono però la resa psicologica (basti guardare il Giuda in cui è scomparsa l'espressione di rimorso rivolta allo spettatore) e la struttura architettonica, con la presenza della sola Cena. Tale apparenza è però oggi alterata dalla cancellazione, nel Settecento, dei parati architettonici che alludevano a un loggiato retrostante. Si tratta di un lampante esempio di mutamento di gusto, dallo spazio illusionisticamente aperto all'esterno, all'effetto decorativo di una finta tela appesa alla parete.
Si tratta di un'opera di buona maniera, ben meno complessa dell'affresco di San Domenico e i compagni nutriti dagli angeli dipinto dallo stesso autore nel 1536 nel refettorio della foresteria del convento di San Marco, che appartiene però a un'altra iconografia.